# Eugénie-les-Bains
Eugénie-les-Bains är en kommun i departementet Landes i regionen Nouvelle-Aquitaine i sydvästra Frankrike. Kommunen ligger i kantonen Aire-sur-l'Adour som tillhör arrondissementet Mont-de-Marsan. År 2022 hade Eugénie-les-Bains 486 invånare.

## Befolkningsutveckling
Antalet invånare i kommunen Eugénie-les-Bains
Referens:INSEE